# Округ Вејн (Јута)
Округ Вејн (енгл. Wayne County) је округ у америчкој савезној држави Јута. По попису из 2010. године број становника је 2.778.

## Демографија
Према попису становништва из 2010. у округу је живело 2.778 становника, што је 269 (10,7%) становника више него 2000. године.
| Група             | 2000.         | 2010.         |
| Белци             | 2.409 (96,0%) | 2.596 (93,4%) |
| Афроамериканци    | 4 (0,2%)      | 2 (0,1%)      |
| Азијати           | 2 (0,1%)      | 19 (0,7%)     |
| Хиспаноамериканци | 50 (2,0%)     | 116 (4,2%)    |
| Укупно            | 2.509         | 2.778         |